# Mmm Mmm Mmm Mmm
"Mmm Mmm Mmm Mmm" is een single van de Canadese folkrockgroep Crash Test Dummies, afkomstig van hun album God Shuffled His Feet uit 1993 . De single werd op 1 oktober dat jaar eerst in de VS, Canada  Australië en Nieuw-Zeeland uitgebracht. In april 1994 volgde Europa.

## Achtergrond
De single werd wereldwijd een hit en behaalde in Australië,IJsland, Denemarken, Noorwegen, Zweden, Litouwen en Duitsland de nummer 1-positie. In thuisland Canada werd de 14e positie behaald, de VS de 4e, Ierland en de Eurochart Hot 100 de 3e en in het Verenigd Koninkrijk de 2e positie in de UK Singles Chart.
In Nederland was de single in week 17 van 1994 de 64e Megahit op Radio 3FM en werd een grote hit. De single bereikte de 4e positie in de destijds nieuwe publieke hitlijst op Radio 3FM; de Mega Top 50. Ook in de Nederlandse Top 40 op destijds Radio 538 werd de 4e positie behaald.
In België bereikte de single de nummer 1-positie in zowel de voorloper van de Vlaamse Ultratop 50 als de Vlaamse Radio 2 Top 30. In Wallonië werd géén notering behaald.
Sinds de editie van december 2009 staat de single onafgebroken genoteerd in de jaarlijkse NPO Radio 2 Top 2000 van de Nederlandse publieke radiozender NPO Radio 2, met als hoogste notering een 1239e positie in 2014.

## Tracklijst

### CD maxi
1. "Mmm Mmm Mmm Mmm" — 3:53
2. "Here I Stand Before Me" — 3:07
3. "Superman's Song" (live vanuit het Amerikaanse radioprogramma Mountain Stage)

### 7" vinylsingle
1. "Mmm Mmm Mmm Mmm" — 3:53
2. "Here I Stand Before Me" — 3:07

### VS / Canada cd-single
1. "Mmm Mmm Mmm Mmm" — 3:53
2. "Superman's Song" (albumversie) - 4:31
3. "How Does a Duck Know?" - 3:42

### Casette-single
1. "Mmm Mmm Mmm Mmm" - 3:53
2. "Here I Stand Before Me" - 3:07

## Tekst
Het lied heeft drie coupletten, die elk een kind beschrijven dat in een isolement terechtkomt. Bij de eerste twee komt dit door een lichamelijke afwijking; een jongen wiens haar na een zwaar auto-ongeluk spierwit wordt en een meisje dat onder de moedervlekken zit. Het derde couplet vertelt over een jongen die van zijn ouders na schooltijd direct naar huis moet komen en dat ze in hun kerk "over de vloer slingeren en schudden". Zijn situatie wordt beschreven als erger dan die van de eerste twee kinderen. Tijdens een live-uitvoering voor KINK FM fluisterde zanger Brad Roberts tijdens het derde couplet "pentecostal", oftewel Pinkstergemeente, waarschijnlijk als hint dat het derde couplet gebaseerd is op deze geloofsstroming.
Bij live-optredens waarin het lied wordt gezongen, wordt het derde couplet soms vervangen door een andere versie. Deze gaat over een jongen die een tonsillectomie heeft ondergaan, waarna zijn moeder de op sterk water gezette keelamandelen weggooit zodat hij ze niet kan meenemen naar school voor een spreekbeurt.

## Videoclip
De videoclip van het nummer toont een toneelstuk op een basisschool, waarin kinderen de situaties die in het lied worden gezongen uitbeelden terwijl de Crash Test Dummies naast het toneel het nummer zingen. In Nederland werd de videoclip destijds op televisie (Nederland 2) uitgezonden door Veronica in de tv-versie van de Mega Top 50 en door de TROS in het popprogramma Popformule.

## Ontvangst
De originele single uitgave in oktober 1993 van "Mmm Mmm Mmm Mmm" was een groot succes en betekende in de VS, Canada, Australië en Nieuw-Zeeland en in april 1994 in Europa de doorbraak van de Crash Test Dummies. In latere jaren groeide echter de kritiek op het nummer en de single.
Het nummer was 15e op VH1's 50 Most Awesomely Bad Songs Ever en werd door Rolling Stone uitgeroepen tot het op 14 na vervelendste nummer ooit.
Het nummer werd genomineerd voor een Grammy Award voor beste popoptreden door een duo of groep, maar verloor deze aan "I swear" van All-4-One.

## Gebruik in media
- "Weird Al" Yankovic maakte een parodie op het nummer getiteld "Headline News".
- Het lied is beschikbaar op de Europese versie van het PlayStation 2-spel SingStar 90s.
- Het lied komt voor in de film Dumb and Dumber.
- Het lied komt voor in een aflevering van I Love The 90s.
- Het lied komt voor in een aflevering van Cold Case.
- In de serie How I Met Your Mother werd een versie van dit nummer gezongen door Wayne Brady en Alan Thicke.

## Hitnoteringen

### Nederlandse Top 40
| Hitnotering: 07-05-1994 t/m 23-07-1994 | Hitnotering: 07-05-1994 t/m 23-07-1994 | Hitnotering: 07-05-1994 t/m 23-07-1994 | Hitnotering: 07-05-1994 t/m 23-07-1994 | Hitnotering: 07-05-1994 t/m 23-07-1994 | Hitnotering: 07-05-1994 t/m 23-07-1994 | Hitnotering: 07-05-1994 t/m 23-07-1994 | Hitnotering: 07-05-1994 t/m 23-07-1994 | Hitnotering: 07-05-1994 t/m 23-07-1994 | Hitnotering: 07-05-1994 t/m 23-07-1994 | Hitnotering: 07-05-1994 t/m 23-07-1994 | Hitnotering: 07-05-1994 t/m 23-07-1994 | Hitnotering: 07-05-1994 t/m 23-07-1994 | Hitnotering: 07-05-1994 t/m 23-07-1994 |
| Week                                   | 1                                      | 2                                      | 3                                      | 4                                      | 5                                      | 6                                      | 7                                      | 8                                      | 9                                      | 10                                     | 11                                     | 12                                     |                                        |
| -------------------------------------- | -------------------------------------- | -------------------------------------- | -------------------------------------- | -------------------------------------- | -------------------------------------- | -------------------------------------- | -------------------------------------- | -------------------------------------- | -------------------------------------- | -------------------------------------- | -------------------------------------- | -------------------------------------- | -------------------------------------- |
| Positie                                | 30                                     | 14                                     | 7                                      | 4                                      | 5                                      | 5                                      | 6                                      | 8                                      | 10                                     | 17                                     | 24                                     | 35                                     | uit                                    |

### Mega Top 50
| Hitnotering: 07-05-1994 t/m 23-07-1994 | Hitnotering: 07-05-1994 t/m 23-07-1994 | Hitnotering: 07-05-1994 t/m 23-07-1994 | Hitnotering: 07-05-1994 t/m 23-07-1994 | Hitnotering: 07-05-1994 t/m 23-07-1994 | Hitnotering: 07-05-1994 t/m 23-07-1994 | Hitnotering: 07-05-1994 t/m 23-07-1994 | Hitnotering: 07-05-1994 t/m 23-07-1994 | Hitnotering: 07-05-1994 t/m 23-07-1994 | Hitnotering: 07-05-1994 t/m 23-07-1994 | Hitnotering: 07-05-1994 t/m 23-07-1994 | Hitnotering: 07-05-1994 t/m 23-07-1994 | Hitnotering: 07-05-1994 t/m 23-07-1994 | Hitnotering: 07-05-1994 t/m 23-07-1994 |
| Week                                   | 1                                      | 2                                      | 3                                      | 4                                      | 5                                      | 6                                      | 7                                      | 8                                      | 9                                      | 10                                     | 11                                     | 12                                     |                                        |
| -------------------------------------- | -------------------------------------- | -------------------------------------- | -------------------------------------- | -------------------------------------- | -------------------------------------- | -------------------------------------- | -------------------------------------- | -------------------------------------- | -------------------------------------- | -------------------------------------- | -------------------------------------- | -------------------------------------- | -------------------------------------- |
| Positie                                | 29                                     | 12                                     | 5                                      | 4                                      | 5                                      | 5                                      | 7                                      | 11                                     | 11                                     | 13                                     | 23                                     | 30                                     | uit                                    |

### NPO Radio 2 Top 2000
| Nummer met noteringen in de NPO Radio 2 Top 2000 | '09  | '10  | '11  | '12  | '13  | '14  | '15  | '16  | '17  | '18  | '19  | '20  | '21  | '22  | '23  | '24  |
| ------------------------------------------------ | ---- | ---- | ---- | ---- | ---- | ---- | ---- | ---- | ---- | ---- | ---- | ---- | ---- | ---- | ---- | ---- |
| Mmm Mmm Mmm Mmm                                  | 1503 | 1458 | 1248 | 1328 | 1269 | 1239 | 1375 | 1323 | 1491 | 1678 | 1505 | 1781 | 1816 | 1577 | 1829 | 1773 |

1. ↑  Een vetgedrukt getal geeft de hoogste notering aan.
2. ↑  2009 was het eerste jaar met een notering voor dit nummer.